# La Aldehuela
La Aldehuela ist ein zentralspanischer Ort und eine Gemeinde (Municipio) mit 143 Einwohnern (Stand: 2024) in der Provinz Ávila in der Autonomen Region Kastilien-León. Neben dem gleichnamigen Hauptort La Aldehuela gehören die Weiler Las Navas, El Reheyo, Solanas de Carrascal und Las Solanillas zur Gemeinde. 

## Lage und Klima
Die Gemeinde La Aldehuela liegt auf der Nordseite der Sierra de Gredos im Südwesten der Provinz Ávila in einer Höhe von ca. 1070 m. Die Entfernung nach Ávila beträgt knapp 58 km (Fahrtstrecke) in ostnordöstlicher Richtung. Das Klima ist gemäßigt bis warm; der Regen (817 mm/Jahr) fällt mit Ausnahme der trockenen Sommermonate übers Jahr verteilt.

## Bevölkerungsentwicklung
| Jahr      | 1970 | 1981 | 1991 | 2001 | 2011 | 2021 |
| Einwohner | 601  | 397  | 309  | 256  | 203  | 150  |

## Sehenswürdigkeiten

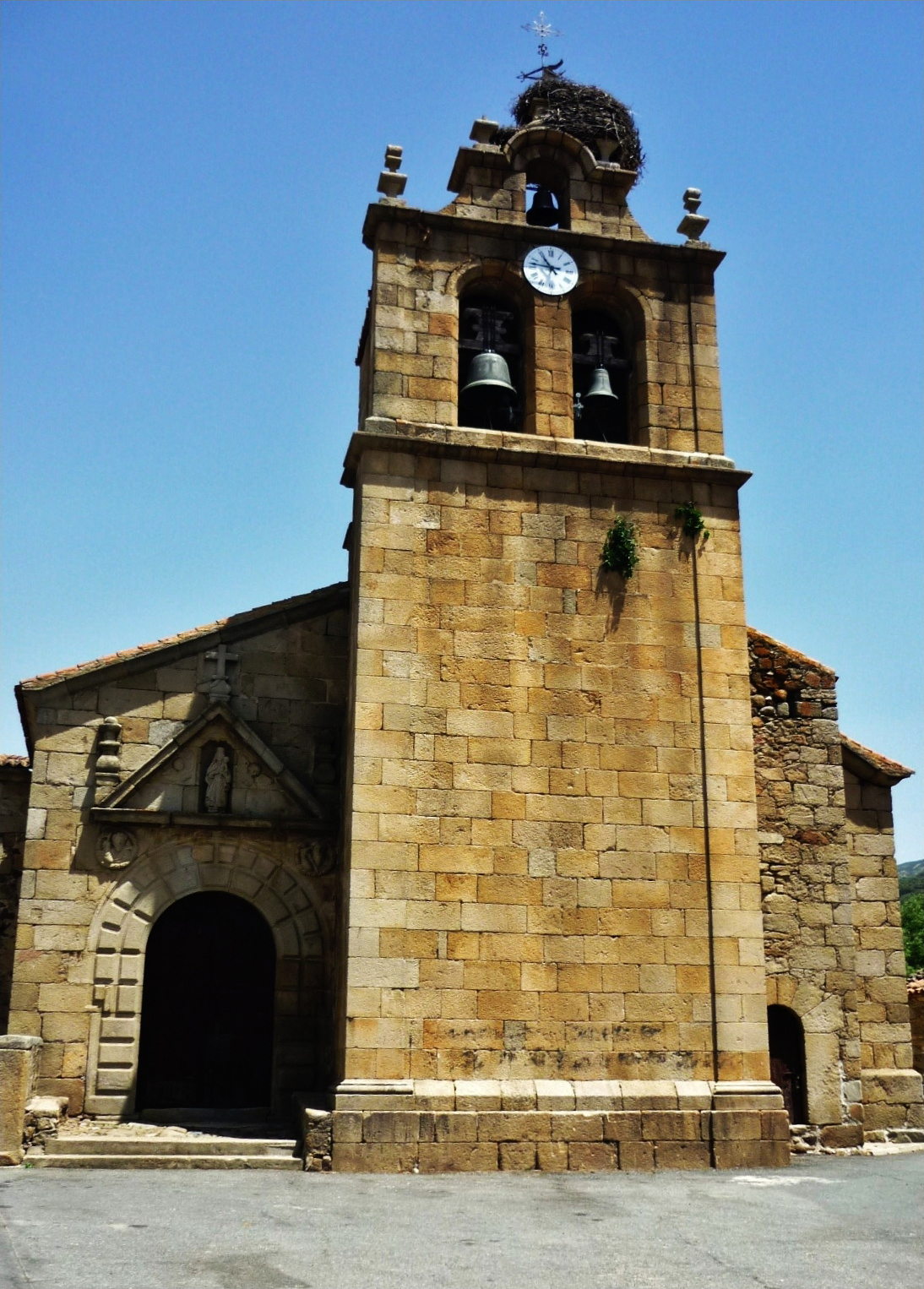
Kirche Mariä Himmelfahrt
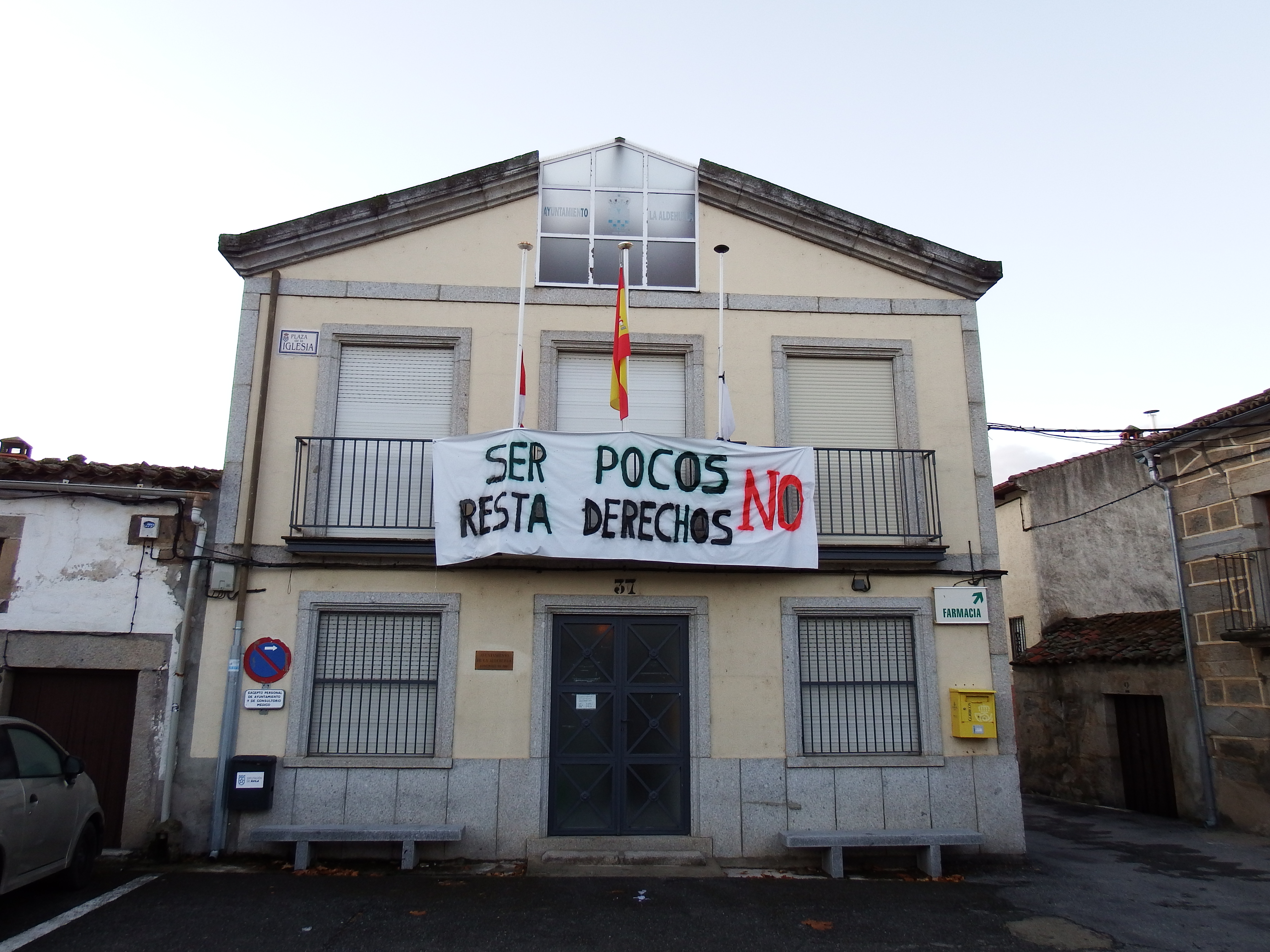
Marienkapelle

- Kirche Mariä Himmelfahrt
- Rathaus